# The Everly Brothers
The Everly Brothers fue un dúo de hermanos de música country y rockabilly y una de las más grandes influencias en la historia del rock & roll. Su periodo de fama y éxito fue entre 1951 hasta 1961, formando parte del Salón de la Fama del Rock desde 1986, junto a otros genios de la música.
Han sido influencia de artistas como The Beatles, Simon & Garfunkel, Neil Diamond, Electric Light Orchestra, Mark Knopfler, Billy Joel, The Hollies, Eagles, The Beach Boys o Frankie Valli y The Four Seasons, entre otros.

## Componentes
El dúo estuvo compuesto por Isaac Donald "Don" Everly ( Brownie, condado de Muhlenberg, Kentucky, 1 de febrero de 1937 - Nashville, 21 de agosto de 2021) y Phillip "Phil" Everly, (Chicago, 19 de enero de 1939 - Burbank, 3 de enero de 2014)

## Biografía
Mejor conocidos por su guitarra acústica y su canto en armonía cerrada (que se caracteriza por acordes con pequeños intervalos), Don, el hermano mayor, nació en Brownie, una pequeña ciudad hoy extinta en las afueras de Central City, Kentucky. Phil nació en Chicago. Hijos de dos amantes de la música Country, (Ike y Margaret Embry Everly), los hermanos crecieron en Iowa. Tocaron junto con sus padres en la radio en vivo y en shows en vivo no muy importantes en el oeste de EE. UU.
Al entrar a la adolescencia, lograron un breve contrato con Columbia Records, siendo su primer sencillo The Sun Keeps Shining, sin éxito pero captaron la atención del reconocido guitarrista y exitoso artista de música country Chet Atkins, y le comenta sobre ellos y consigue una audición con el director de Cadence Records, Wesley Rose quien al coincidir con Atkins sobre su talento les contrata para Cadence y es a partir de entonces que los Everly surgen a la fama.
Al ser ambos buenos guitarristas, los hermanos usan un estilo de armonía cerrada en el que cada uno cantaba un tono que normalmente sonaba como una melodía pausada. En comparación con la armonía tradicional que son dos o más voces con el ritmo parecido y distintos tonos. Utilizan guitarras de la marca Gibson, usando un efecto de guitarra llamado trémolo en algunas de sus canciones. Gibson incluso sacó en su honor una guitarra de edición limitada llamada Gibson Jumbo Everly Brothers.
Su primer álbum, llamado The Everly Brothers, contenía sus dos primeros éxitos: "Bye Bye Love", la cual había sido rechazada antes por muchos artistas, entre los que destacan Elvis Presley. Bye Bye Love alcanzó el segundo lugar en las listas; "Wake Up Little Susie", número 1 en Billboard. Le siguieron éxitos Walk right back; All I Have to Do Is Dream, que también fue número 1, So sad (to watch good love go bad), Lucille, When Will I Be Loved, Bird Dog y (Till) I Kissed You, entre otros muchos éxitos. En 1960 cambiaron de sello, pasando a la Warner Brothers por la suma de un millón de dólares, la cifra más elevada pagada a un artista o grupo por una discográfica en aquel momento. Continuaron con éxitos como "Cathy's Clown", otro primer lugar del Hit Parade y vendió 8 millones de copias a nivel mundial, Crying In The Rain, Temptation, How Can I Meet Her?, True Love, entre otras pero a partir de 1965 sus éxitos fueron ya de una manera más modesta debido a que Rose deja de colaborar con ellos y junto con él parte el matrimonio Felice y Boudleux Bryant, autores de la mayoría de sus éxitos así que tuvieron que empezar a usar covers de otros artistas de rock & roll y composiciones propias, esto aunado a los cambios musicales de la invasión británica hasta 1968, año en que la canción Bowling Green fue su último éxito en el top 40 de Billboard, aunque sus álbumes siempre fueron reconocidos por su calidad hasta 1973, año en que deciden separarse por la tensión en su relación, producto de tantos años de giras y trabajo extenuante donde incluso llegaron a tener su propio programa de televisión, supliendo al programa de Johnny Cash.
A partir de ahí ambos hermanos siguieron grabando por separado. Don tuvo algunos éxitos en las listas de música country a mediados de la década de 1970 destacando Brother Juck Box y Phil realizó buenos álbumes pero solo vio el éxito a principios de 1983 con el dueto con Cliff Richard She Means Nothing To Me. Es en 1983 el año en que después de gran expectación y rumores se confirma la reunión de los dos hermanos para un histórico concierto el 23 de septiembre en el Royal Albert Hall en el Reino Unido.
Debido al gran éxito de este memorable evento deciden empezar a grabar álbumes de nuevo. En 1984 el álbum EB84 se convierte en un éxito a nivel mundial destacando el éxito del sencillo On The Wings Of A Nightingale escrita por Paul McCartney especialmente para ellos, además de incluir el clásico de Bob Dylan Lay Lady Lay, entre otras excelentes canciones, lo cual nuevamente hizo que el álbum fuera reconocido por su calidad musical.
Al año siguiente emprenden una exitosa gira mundial y empiezan a preparar un nuevo álbum, Born Yesterday, aparecido a mediados de 1986 y promocionado con una gira, videos musicales y presentaciones en televisión.
En 2004 fueron incluidos en el Salón de la Fama de los Grupos Vocales.

## Discografía

### Sencillos
| Año                                                | Título                                       | Posición | Posición    | Posición | Posición |
| Año                                                | Título                                       | EUA      | EUA Country | EUA R&B  | UK       |
| -------------------------------------------------- | -------------------------------------------- | -------- | ----------- | -------- | -------- |
| 1956                                               | "Keep A-Lovin' Me"                           | 3        | 3           | 3        | 3        |
| 1957                                               | "Bye Bye Love"                               | 1        | 1           | 1        | 1        |
| 1957                                               | "Wake Up Little Susie"                       | 1        | 1           | 1        | 1        |
| 1958                                               | "This Little Girl Of Mine"                   | 1        | 1           | 1        | 1        |
| 1958                                               | "Should We Tell Him"                         | 2        | 2           | 3        | 2        |
| 1958                                               | "All I Have To Do Is Dream"                  | 1        | 1           | 1        | 1        |
| 1958                                               | "Claudette"                                  | 3        | 3           | 3        | 1        |
| 1958                                               | "Bird Dog"                                   | 2        | 1           | 2        | 2        |
| 1958                                               | "Devoted To You"                             | 4        | 4           | 2        | 2        |
| 1958                                               | "Problems"                                   | 1        | 1           | 1        | 1        |
| 1958                                               | "Love Of My Life"                            | 1        | 1           | 1        | 1        |
| 1959                                               | "Rip It Up"                                  | 6        | 6           | 6        | 6        |
| 1959                                               | "Take A Message To Mary"                     | 10       | 8           | 8        | 10       |
| 1959                                               | "Poor Jenny"                                 | 8        | 6           | 7        | 10       |
| 1959                                               | "('Till) I Kissed You"                       | 1        | 1           | 1        | 1        |
| 1959                                               | "Let It Be Me"                               | 7        | 6           | 6        | 6        |
| 1960                                               | "Cathy's Clown"                              | 1        | 1           | 1        | 1        |
| 1960                                               | "Always It's You"                            | 4        | 5           | 3        | 2        |
| 1960                                               | "When Will I Be Loved"                       | 2        | 4           | 4        | 2        |
| 1960                                               | "Just in case"                               | 2        | 3           | 3        | 2        |
| 1960                                               | "So Sad"                                     | 2        | 2           | 2        | 1        |
| 1960                                               | "Lucille"                                    | 2        | 2           | 2        | 1        |
| 1960                                               | "Like Strangers"                             | 5        | 6           | 6        | 8        |
| 1960                                               | "Brand New Heartache"                        | 6        | 6           | 6        | 5        |
| 1961                                               | "Walk Right Back"                            | 1        | 2           | 2        | 1        |
| 1961                                               | "Ebony Eyes"                                 | 2        | 4           | 5        | 2        |
| 1961                                               | "Temptation"                                 | 5        | 4           | 4        | 2        |
| 1961                                               | "Stick With Me, Baby"                        | 4        | 6           | 6        | 6        |
| 1961                                               | "Don't Blame Me"                             | 8        | 8           | 8        | 10       |
| 1961                                               | "Muskrat"                                    | 4        | 4           | 5        | 3        |
| 1962                                               | "Crying In The Rain"                         | 2        | 2           | 2        | 1        |
| 1962                                               | "That's Old Fashioned"                       | 9        | 9           | 9        | 9        |
| 1962                                               | "How Can I Meet Her"                         | 7        | 7           | 7        | 12       |
| 1962                                               | "I'm Here to Get My Baby Out of Jail"        | 3        | 3           | 2        | 2        |
| 1962                                               | "Don't Ask Me to Be Friends"                 | 6        | 6           | 6        | 6        |
| 1962                                               | "No One Can Make My Sunshine Smile"          | 11       | 9           | 9        | 10       |
| 1963                                               | "Nancy's Minuet"                             | 10       | 10          | 7        | 8        |
| 1963                                               | "(So It Was, So It Is) So It Always Will Be" | 11       | 10          | 8        | 7        |
| 1963                                               | "It's Been Nice (Goodnight)"                 | 10       | 10          | 10       | 6        |
| 1963                                               | "The Girl Sang the Blues"                    | 9        | 9           | 9        | 10       |
| 1963                                               | "Love Her"                                   | 11       | 13          | 14       | 10       |
| 1964                                               | "Ain't That Lovin' You, Baby"                | 8        | 8           | 10       | 9        |
| 1964                                               | "The Ferris Wheel"                           | 5        | 5           | 6        | 6        |
| 1964                                               | "You're The One I Love"                      | 9        | 9           | 9        | 9        |
| 1964                                               | "Gone Gone Gone"                             | 8        | 8           | 7        | 6        |
| 1965                                               | "You're My Girl"                             | 10       | 10          | 10       | 10       |
| 1965                                               | "That'll Be The Day"                         | 11       | 10          | 10       | 10       |
| 1965                                               | "The Price Of Love"                          | 7        | 8           | 8        | 4        |
| 1965                                               | "I'll Never Get Over You"                    | 10       | 10          | 7        | 7        |
| 1965                                               | "Love Is Strange"                            | 8        | 8           | 7        | 7        |
| 1965                                               | "I Think Of Me"                              | 3        | 3           | 2        | 3        |
| 1966                                               | "The Dollhouse Is Empty"                     | 13       | 15          | 17       | 20       |
| 1966                                               | "(You Got) The Power Of Love"                | 26       | 25          | 20       | 18       |
| 1966                                               | "Somebody Help Me"                           | 17       | 18          | 18       | 20       |
| 1967                                               | "Fifi The Flea"                              | 28       | 29          | 30       | 26       |
| 1967                                               | "The Devil's Child"                          | 28       | 28          | 28       | 28       |
| 1967                                               | "Bowling Green"                              | 30       | 26          | 30       | 32       |
| 1967                                               | "Mary Jane"                                  | 21       | 25          | 20       | 22       |
| 1967                                               | "Love Of The Common People"                  | 17       | 19          | 20       | 18       |
| 1968                                               | "It's My Train"                              | 12       | 16          | 15       | 19       |
| 1968                                               | "Milk Train"                                 | 29       | 29          | 32       | 34       |
| 1969                                               | "T For Texas"                                | 28       | 26          | 26       | 28       |
| 1969                                               | "I'm On My Way Home Again"                   | 40       | 42          | 44       | 40       |
| 1969                                               | "Carolina In My Mind"                        | 34       | 32          | 30       | 36       |
| 1970                                               | "Yves"                                       | 40       | 37          | 32       | 36       |
| 1972                                               | "Ridin' High"                                | 60       | 62          | 63       | 60       |
| 1973                                               | "Lay It Down"                                | 62       | 60          | 58       | 62       |
| 1973                                               | "Not Fade Away"                              | 42       | 46          | 45       | 48       |
| 1984                                               | "On the Wings of a Nightingale"              | 50       | 49          | 40       | 41       |
| 1985                                               | "The First In Line"                          | 40       | 44          | 38       | 39       |
| 1986                                               | "Born Yesterday"                             | 18       | 17          | 19       | 20       |
| 1986                                               | "I Know Love"                                | 50       | 56          | 54       | 50       |
| 1986                                               | "These Shoes"                                | 58       | 57          | 50       | 49       |
| 1988                                               | "Don't Worry Baby"                           | 68       | 70          | 70       | 72       |
| "—" significa que no entró en las listas de éxitos |                                              |          |             |          |          |